# 歌謡ヒットプラザ
『歌謡ヒットプラザ』（かようヒットプラザ）は、1975年7月4日から1976年3月26日までフジテレビ系列局で放送された、バラエティ番組を兼ねた歌謡番組である。放送時間は、1975年9月までは20時00分 - 20時55分 (JST) だったが、同年10月から『FNNニュース』（20時55分 - 21時00分）の開始時刻が20時54分になったため、20時00分 - 20時54分となった。

## 概要
前番組『歌だ!飛び出せ2万キロ』が、3か月で打ち切られたため、『2万キロ』の前に放送された『ゴールデン歌謡速報』のように様々な笑いのコーナーなどを設けた歌謡番組へと変更された。そしてその笑いを取るために、当時から人気を博していた桂三枝（現・6代目桂文枝）をサブ司会に起用していたが、後にメイン司会へと変更した。

## 出演者

### 司会
- 土居まさる（初代メイン） - 『歌だ!飛び出せ2万キロ』から引き続き出演。
- 桂三枝（現・6代目桂文枝。初代サブ → 2代目メイン）
- 小林大輔（当時フジテレビアナウンサー、2代目メイン）

### レギュラー
- 毒蝮三太夫
- 桂きん枝（現・4代目桂小文枝）

## 主なコーナー
おしかけ歌謡曲
毒蝮が歌手1組と共に、様々な場所に現れ、歌を披露するコーナー。
セットショー
三枝がゲストとミニコントをするコーナー。
スターはらはら情報
三枝ときん枝が、ゲストの秘密をすっぱ抜くコーナー。

## ネット局
- 系列については放送当時のもの。

| 放送対象地域  | 放送局           | 系列                                        | 備考                                                                        |
| ------------- | ---------------- | ------------------------------------------- | --------------------------------------------------------------------------- |
| 関東広域圏    | フジテレビ       | フジテレビ系列                              | 制作局                                                                      |
| 北海道        | 北海道文化放送   | フジテレビ系列                              |                                                                             |
| 秋田県        | 秋田テレビ       | フジテレビ系列                              |                                                                             |
| 宮城県        | 仙台放送         | フジテレビ系列                              |                                                                             |
| 山形県        | 山形テレビ       | フジテレビ系列 NETテレビ系列                |                                                                             |
| 福島県        | 福島テレビ       | TBS系列 フジテレビ系列                      |                                                                             |
| 長野県        | 長野放送         | フジテレビ系列                              |                                                                             |
| 静岡県        | テレビ静岡       | フジテレビ系列                              |                                                                             |
| 富山県        | 富山テレビ       | フジテレビ系列                              | [ 2 ]                                                                       |
| 石川県        | 石川テレビ       | フジテレビ系列                              | [ 2 ]                                                                       |
| 福井県        | 福井テレビ       | フジテレビ系列                              | [ 2 ]                                                                       |
| 中京広域圏    | 東海テレビ       | フジテレビ系列                              |                                                                             |
| 近畿広域圏    | 関西テレビ       | フジテレビ系列                              |                                                                             |
| 島根県 鳥取県 | 山陰中央テレビ   | フジテレビ系列                              |                                                                             |
| 岡山県        | 岡山放送         | フジテレビ系列                              | 放送当時の愛称名は「テレビ岡山」 当時の放送エリアは岡山県のみ 土曜12:00から |
| 広島県        | 広島ホームテレビ | NETテレビ系列                               | 放送初期の1975年7月から9月のみ                                              |
| 広島県        | テレビ新広島     | フジテレビ系列                              | 1975年10月開局から                                                          |
| 山口県        | テレビ山口       | TBS系列 フジテレビ系列 NETテレビ系列        |                                                                             |
| 愛媛県        | テレビ愛媛       | フジテレビ系列                              | 放送当時の正式社名は「愛媛放送」                                            |
| 福岡県        | テレビ西日本     | フジテレビ系列                              |                                                                             |
| 佐賀県        | サガテレビ       | フジテレビ系列                              |                                                                             |
| 長崎県        | テレビ長崎       | フジテレビ系列 日本テレビ系列               |                                                                             |
| 熊本県        | テレビ熊本       | フジテレビ系列 日本テレビ系列 NETテレビ系列 |                                                                             |
| 宮崎県        | テレビ宮崎       | フジテレビ系列 日本テレビ系列 NETテレビ系列 |                                                                             |
| 鹿児島県      | 鹿児島テレビ     | フジテレビ系列 日本テレビ系列 NETテレビ系列 |                                                                             |
| 沖縄県        | 沖縄テレビ       | フジテレビ系列                              |                                                                             |

### ネット局に関する備考
- 広島県では、初期は当時のネット局である広島テレビ（フジテレビ系列・日本テレビ系列のクロスネット）が『太陽にほえろ!』を同時ネットしていたため、NETテレビ系列である広島ホームテレビが広島テレビの編成からあふれ出た日本テレビ・フジテレビ両系列の番組も編成していた[3]ことから同局で放送された[4]。1975年10月1日、フジテレビ系列フルネット局としてテレビ新広島が開局し同局へ移行した。
- 同じフジテレビ系列でも、新潟総合テレビ（現・NST新潟総合テレビ）とテレビ大分では未ネット。両局とも『太陽にほえろ!』をネットしていた。この2局は当時、日本テレビ系列・NETテレビ系列とのクロスネット局であった。また、テレビ岡山（現・岡山放送。当時はフジテレビ系列・NETテレビ系列のクロスネットで、放送対象地域は岡山県のみ）は『ワールドプロレスリング』をネットしていたため、『ゴールデン歌謡速報』などと同様土曜12:00からの遅れネットで放送していた[5]。